# Елизабет Кук
Елизабет Кук (на английски: Elizabeth Cooke) е британска писателка на произведения в жанра драма, психологически трилър, любовен роман, чиклит и документалистика, художничка и историчка. Пише и под псевдонимите Елизабет Макгрегър (Elizabeth McGregor) и Холи Фокс (Holly Fox).

## Биография и творчество
Елизабет Кук е родена на 15 юли 1953 г. в Уоруикшър, Англия. Следва английска филология в университета в Ланкастър.
Започва да пише художествена литература след раждането на дъшеря си. Стартира литературната си през 1989 г. като печели национален конкурс за кратък разказ с романтичния разказ „Портата“. След това продължава да пише като създава около 120 истории и сериални публикации за списанията на компания IPC (сега TI Media).
Първата ѝ книга, трилърът „An Intimate Obsession“ (Интимно увлечение), е издадена през 1994 г. под името Елизабет Макгрегър. Следват още няколко нейни психологически трилъра. Романът ѝ „The Ice Child“ (Леденото дете) от 2001 г., емоционална семейна драма, става бестселър. Под псевдонима Холи Фокс издава два чиклит романа на тема отмъщението на жените на неверните мъже.
Първият ѝ роман „Ръдърфорд парк“ от едноименната поредица е издаден през 2013 г. Имението на семейство Каведниш „Ръдърфорд парк“ е техният символ на начин на живот, власт и позиция в обществото. Октавия Кавендиш и съпругът ѝ Уилям, са влюбени в имението и очакват синът им Хари да поеме управлението на имението и да продължи рода, но той има други планове. В приземния етаж прислужничката Емили пази тайна, която може да разруши лъскава фасада.
Авторка е на четиринадесет романа и на научна литература, Призната е за яркото си и емоционално разказване на истории и строга историческа точност, Творбите ѝ са преведени на много езици.
През 2020 г. разказът ѝ „The Kind Mercy of His Madness“ (Милостта на неговата лудост) е номиниран за международната награда „Бат“ за разказ, а през 2021 г. за разказа „L'Chaim“. посещавам клубове за книги, училища и групи за творческо писане.
Освен да пише, тя е и запалена художничка на модерна пейзажна живопис и участва в художествени прояви. Посещаваклубове за книги, училища и групи за творческо писане, и търси обратна връзка от читателите.
Първият ѝ брак приключва през 1999 г. Има една дъщеря – Кейт. През 2007 г. се омъжва за Роджър Кук.
Елизабет Кук живее със семейството си в Дорсет в Южна Англия.

## Произведения

### Като Елизабет Кук

#### Серия „Ръдърфорд Парк“ (Rutherford Park)
1. Rutherford Park (2013)[1]
Ръдърфорд парк, изд. „СББ Медиа“ (2016), прев. Цветана Генчева
2. The Wild Dark Flowers (2014)
3. The Gates of Rutherford (2015)

#### Документалистика
- The Damnation of John Donellan: A Mysterious Case of Death and Scandal in Georgian England (2011)[2]

### Като Елизабет Макгрегър

#### Самостоятелни романи
- An Intimate Obsession (1994)[1][2]
- You Belong to Me (1995)
- Little White Lies (1995)
- Out of Reach (1997)
- Second Sight (1999)
- The Wrong House (2000)
- The Ice Child (2001)
- A Way Through the Mountains (2003) – издаден и като „A Road Through the Mountains“
- The Girl in the Green Glass Mirror (2004)
- Learning By Heart (2006)

### Като Холи Фокс

#### Самостоятелни романи
- This Way Up (2001)[1][2]
- Up and Running (2002)